# Aria (djur)
Aria är ett släkte av tvåvingar. Aria ingår i familjen parasitflugor.
Kladogram enligt Catalogue of Life:
| Aria | \| \| Aria fulvicrus \| \| \| \| |
|      | \| \| Aria fulvicrus \| \| \| \| |
|      | Aria fulvicrus                   |
|      |                                  |